# Ensidig vintergrøn
Ensidig vintergrøn (Orthilia secunda) er en 10-20 cm høj, stedsegrøn urt, der i Danmark vokser på åben mager bund i nåleskove og på heder. Ensidig Vintergrøn er den eneste art i slægten Orthilia, der tidligere henførtes til Vintergrøn-familien (Pyrolaceae), men nu henføres til Lyng-familien. Arten er hjemmehørende i koldt tempereret og subarktisk/subalpint klima på den nordlige halvkugle.

## Beskrivelse
Ensidig vintergrøn er små planter med en roset af aflangt runde 2-4cm lange, let læderagtige, savtakkede, stedsegrønne blade. Fra midten af rosetten står en blomsterstilk med en ensidig klase af små, hvide eller hvidlige klokkeformede blomster. Blomsterstilken er 10-20 cm lang.
Planten breder sig langsomt vha. frø og underjordiske jordstængler. Den er afhængig af mykorrhiza (samliv med en svamp).

## Udbredelse
Vintergrøn hører til på fattig, let fugtig, ofte sur eller sandet jord – i Danmark typisk på morbund. De fleste arter foretrækker vandrende skygge som findes f.eks. i fyrre-skove elller i skovbryn og langs skovveje og stier.
Ensidig Vintergrøn er almindelig i Norge, Sverige, Finland og Rusland, men er sjælden i Danmark og forekommer primært i klitplantager og på heder i Jylland og Nordsjælland.
| Portal | Portal:Botanik |